# Caproni Campini N.1
Caproni Campini N.1 (đôi khi còn gọi là CC.2) là một mẫu máy bay thử nghiệm do hãng Caproni của Ý chế tạo. Đây được coi như là máy bay phản lực đầu tiên cất cánh, trước khi He 178 được biết đến.

## Thiết kế và phát triển
Năm 1931, kỹ sư người Italy là Secondo Campini đệ trình một báo cáo về tiềm năng của động cơ đẩy phản lực lên Regia Aeronautica, năm 1932 ông đã chứng minh bằng một mẫu thủy phi cơ lắp động cơ phản lực ở Venice. Năm 1934, Regia Aeronautica chấp thuận phát triển một mẫu máy bay phản lực để chứng minh nguyên lý đã đưa ra.
Theo thiết kế của Campini, máy bay không có động cơ phản lực theo nghĩa mà chúng ta biết ngày nay. Thay vào đó, một động cơ piston Isotta Fraschini L. 121/R.C. 40 công suất 700 kW (940 hp) được sử dụng để chạy một máy nén, nén không khí vào buồng đốt, tại đây không khí được trộn lẫn với nhiên liệu và đốt cháy. Luồng khí từ động cơ phụt qua họng xả đẩy máy bay về phía trước. Campini gọi cấu hình này là "thermojet," nhưng thuật ngữ "motorjet" lại được sử dụng phổ biến ngày nay cho loại động cơ trên, còn tên gọi thermojet hiện được dùng để chỉ loại động cơ xung phản lực (pulsejet) (một dạng không liên quan của động cơ phản lực). Nó cũng được mô tả như một quạt kéo trong (ducted fan).
Nhà thiết kế máy bay người Ý Luigi Stipa (1900–1992) cho rằng máy bay thử nghiệm Stipa-Caproni của mình, mẫu thiết kế quạt kéo trong năm 1932 là máy bay đầu tiên sử dụng cái mà ông gọi là một "cánh quạt trong ống" – bản chất của nguyên lý motorjet – và vì vậy ông cho rằng mình xứng đáng được công nhận là người phát minh ra động cơ phản lực. Mẫu máy bay Caproni-Campini N.1 sử dụng nhiều nguyên lý đầu tiên được thử nghiệm trong máy bay của Stipa-Caproni, dù trong dạng tiên tiến hơn.

## Lịch sử hoạt động
Campini trở lại nhà máy sản xuất máy bay Caproni để trợ giúp chế tạo các mẫu thử, 2 máy bay và một mẫu thử mặt đất đã được chế tạo. Chuyến bay đầu tiên diễn ra vào ngày 27/8/1940 do phi công thử nghiệm Mario De Bernardi điều khiển. De Bernardi là người thực hiện hầu hết các chuyến bay của N.1.
Fédération Aéronautique Internationale công nhận chuyến bay của N.1 là chuyến bay thành công đầu tiên của một máy bay phản lực, cho đến khi thông tin về Heinkel He 178 V1 bay lần đầu vào tháng 8/1939, trang bị động cơ HeS 3B. Tháng 11/1941 N.1 thực hiện chuyến bay chính thức đầu tiên giữa Roma và Milan.
Sau Chiến tranh thế giới II, một trong các mẫu thử được vận chuyển đến Vương quốc Anh để nghiên cứu tại Viện nghiên cứu khoa học không quân ở Farnborough.

## Quốc gia sử dụng
Ý

## Những chiếc còn sót lại

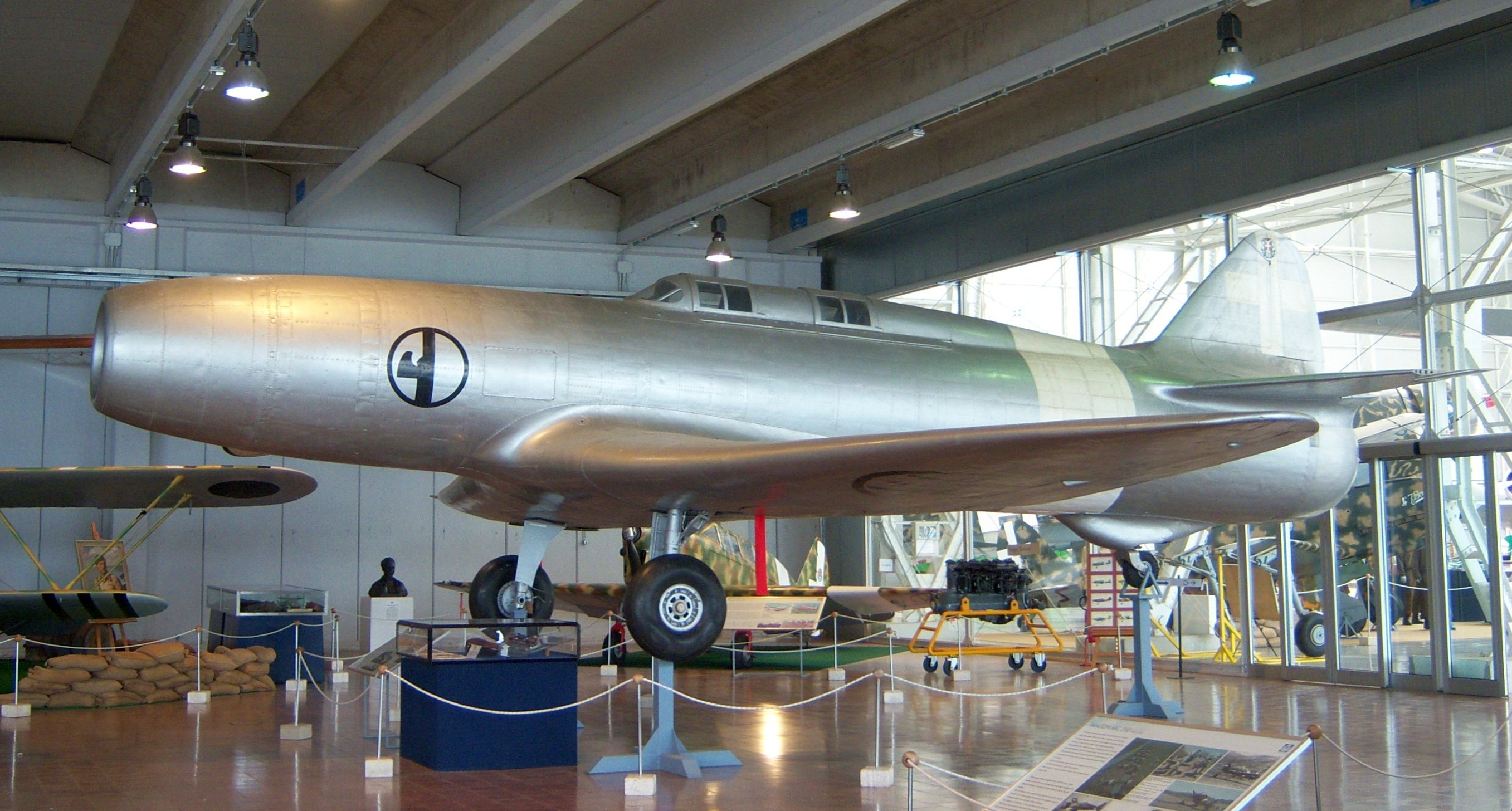
C.C.2 tại Bảo tàng Không quân Ý

Mẫu thử được đưa đến Vương quốc Anh để thử nghiệm sau đó biến mất. Mẫu thử khác hiện được trưng bày tại Bảo tàng Không quân Ý ở Vigna di Valle gần Roma và mẫu thử mặt đất được trưng bày ở Bảo tàng Khoa học và Công nghệ Milan ở Milan.

## Tính năng kỹ chiến thuật
Dữ liệu lấy từ Illustrated Encyclopedia of Aircraft

### Đặc điểm riêng
- Tổ lái: 2
- Chiều dài: 13,10 m (43 ft)
- Sải cánh: 15,85 m (52 ft)
- Chiều cao: 4,7 m (15 ft 5 in)
- Diện tích cánh: 36,00 m² (387.5 ft²)
- Trọng lượng rỗng: 3.640 kg (8.024 lb)
- Trọng lượng cất cánh tối đa: 4.195 kg (9.250 lb)
- Động cơ: 1 động cơ motorjet có động cơ bố trí tỏa tròn Isotta-Fraschini L. 121/R.C. 40 công suất 500 kW, tạo lực đẩy 6,9 kN (1.550 lbf)

### Hiệu suất bay
- Vận tốc cực đại: 375 km/h (233 mph)
- Tầm bay: 940 km
- Trần bay: 12.000 m

### Máy bay có tính năng tương đương
- Stipa-Caproni
- Heinkel He 178
- Gloster E.28/39
- P-59 Airacomet